# Ferdinand Magdolen
Ferdinand Magdolen (1. prosince 1939 Chynorany – 16. června 2016 Handlová) byl slovenský fotbalový útočník, trenér a učitel.

## Hráčská kariéra
Začínal ve svém rodišti, kde si ho všiml Anton Malatinský a získal jej pro Baník Handlová. V československé lize hrál za Červenou hviezdu Bratislava, aniž by skóroval. Debutoval v neděli 9. dubna 1961 v Praze v zápase s domácím Dynamem (dobový název Slavie), který skončil nerozhodně 2:2 (poločas 1:1). Naposled se v nejvyšší soutěži objevil v sobotu 12. srpna téhož roku v Praze v zápase s domácím Spartakem Stalingrad (dobový název Bohemians), který hosté vyhráli 4:0 (poločas 3:0).
S mužstvem ČH Bratislava, za něž nastupoval během základní vojenské služby, se v nejvyšší soutěži umístil jednou na druhé (1960/61) a jednou na třetí příčce (1961/62).

### Prvoligová bilance
| Ročník          | Zápasy | Góly | Minuty | Klub             |
| --------------- | ------ | ---- | ------ | ---------------- |
| I. liga 1960/61 | 3      | 0    | 113    | TJ ČH Bratislava |
| I. liga 1961/62 | 1      | 0    | 7      | TJ ČH Bratislava |
| CELKEM I. LIGA  | 4      | 0    | 120    |                  |

## Trenérská kariéra
Po skončení hráčské kariéry se stal trenérem. Vedl mužstva Handlové a Chynoran.